# Pseudencyoposis bicornis
Pseudencyoposis bicornis är en insektsart som beskrevs av Van der Weele 1909. Pseudencyoposis bicornis ingår i släktet Pseudencyoposis och familjen fjärilsländor. Inga underarter finns listade i Catalogue of Life.

## Bildgalleri

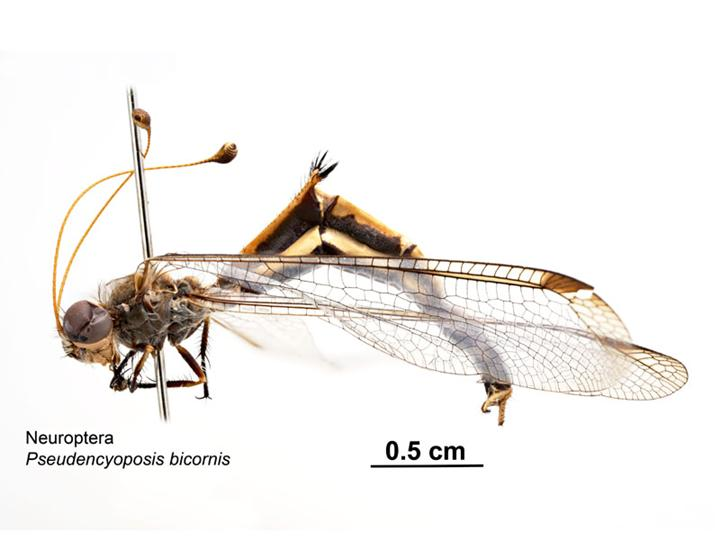